# Uccello del tuono

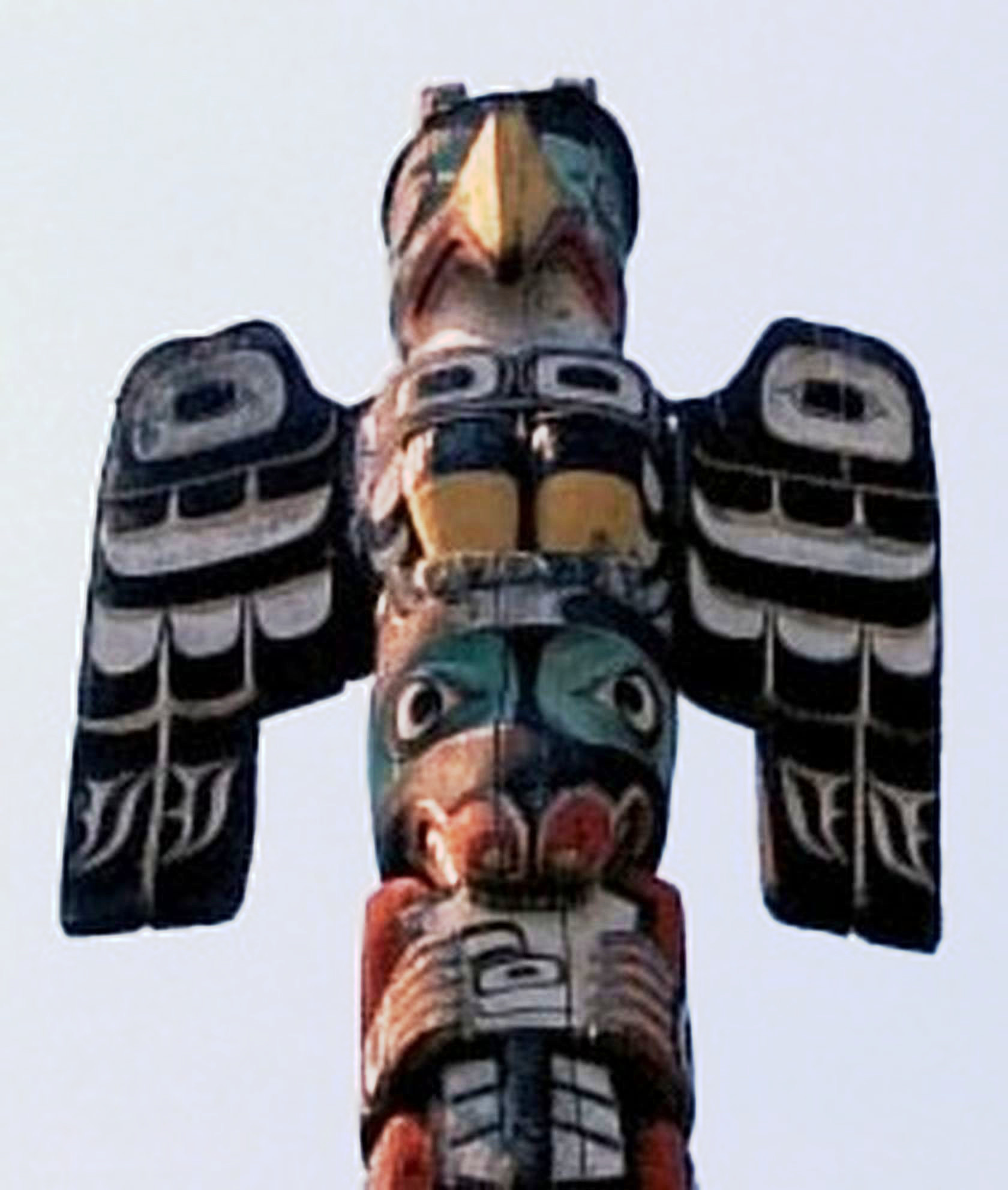
Un uccello del tuono scolpito in un totem americano

Nella mitologia e nel folklore di diverse tribù di nativi americani, l'Uccello del Tuono (dall'inglese thunderbird) è un gigantesco uccello responsabile della produzione dei tuoni. In Lakota viene detto Wakinyan (letteralmente "essere sacro fornito di ali"), derivato da kinyan, parola riferita al volare; i Kwakiutl lo chiamavano Hohoq e Tlanuwa i Cherokee. 

## Nelle varie culture
I Nootka pensavano che l'uccello del tuono, chiamato da loro tliishin, cacciasse le balene ed usasse come arpioni i hiy'itl'iik, serpenti-fulmini che indossava. Alcuni resoconti parlano del tliishin come un uomo che indossava un abito piumato per librarsi fuori dalla sua casa in cima alla montagna a caccia di balene. I Kwakiutl credevano che l'uccello del tuono potesse trasformarsi in un essere umano.
Nella tradizione Sioux, i thunderbird avevano distrutto i mostruosi rettili detti Unktehila e sono visti come nemici dei mostri acquatici. Per i Lakota chi riceveva una visione dall’uccello del tuono diventava un heyoka, simile a un buffone cerimoniale, che si comportava in modi anormali e illogici e che comunicava l’opposto di quello che intendeva dire.
L'etnologo Alfred Métraux trovò dei paralleli alla figura dell'uccello del tuono anche nei miti di vari popoli indigeni del Sudamerica.

## Avvistamenti moderni
Alcuni testimoni hanno sostenuto di aver avvistato l'uccello del tuono in tempi recenti. Un episodio celebre riguarda un articolo pubblicato il 26 aprile del 1890 in Arizona: due cowboy che avrebbero ucciso un enorme uccello dalla pelle liscia e con ali formate da membrane spesse e trasparenti. Molti hanno affermato di aver visto una fotografia della carcassa, ma l'esistenza di tale immagine è ancora incerta. Vi sono stati diversi presunti avvistamenti durante il XX e XXI secolo. Sebbene i criptozoologi siano propensi ad accogliere come affidabili queste testimonianze, queste prove proposte utilizzano un'interpretazione letterale del folklore nativo americano, cosa che viene da alcuni definita erronea. In alcuni casi, i presunti avvistamenti sono stati interpretati come avvistamenti di semplici rapaci.

## Interpretazioni del mito
È stato ipotizzato che il mito dell'uccello del tuono nascerebbe dall'incontro dei nativi con i fossili di animali estinti, come alcuni pterosauri, o che il mito richiamerebbe i teratorniti vissuti nel Pleistocene in America.

## Apparizioni nella cultura di massa moderna
- Nel film La leggenda della montagna incantata, il protagonista Manu e la sua famiglia possiedono diversi poteri magici, tra cui la capacità di trasformarsi in Uccelli del tuono per proteggere gli animali.
- Nel film Animali fantastici e dove trovarli, il magizoologo Newt Scamander all'interno della sua valigia sta trasportando un raro esemplare di Tuono Alato, che ha chiamato Frank, trovato in Egitto incatenato da dei bracconieri che lui ha salvato con lo scopo di riportarlo negli Stati Uniti e liberarlo nelle selvagge terre dell'Arizona[16].
- Nello speciale Miraculous: New York, Eroi Uniti, uno dei Miraculous nella Miracle Box dei nativi americani è legato all'uccello del tuono.